# Henry Bonello
Henry Bonello (Pietà, 13 ottobre 1988) è un calciatore maltese, portiere dell'Ħamrun Spartans e della nazionale maltese.

## Biografia
È figlio di John Bonello, ex portiere della nazionale maltese.

## Carriera

### Club
Inizia a giocare a calcio nelle giovanili dello Sliema Wanderers, che nel 2006 lo aggrega alla prima squadra. Il 31 luglio 2014 passa in prestito agli Hibernians, con cui a fine stagione vince il campionato.
Il 9 luglio 2015 passa in prestito al Valletta, che il 29 gennaio 2016 lo acquista a titolo definitivo. Il 5 gennaio 2017 viene ingaggiato dal Birkirkara. A giugno viene riacquistato dal Valletta. Il 16 luglio 2021 lascia la squadra – con cui ha vinto tre campionati, una Coppa di Malta e tre Supercoppe – firmando un contratto quinquennale con l'Ħamrun Spartans.
Il 29 gennaio 2023, in occasione della gara vinta 3-0 contro il Sirens, raggiunge le 300 presenze in campionato.

### Nazionale
Ha giocato nella nazionale maltese Under-21.
Esordisce in nazionale maggiore il 29 febbraio 2012 in un'amichevole vinta 2-1 contro il Liechtenstein. Nel 2019 consolida il suo ruolo di numero uno della nazionale maltese, diventandone l'estremo difensore titolare.

## Statistiche

### Presenze e reti nei club
Statistiche aggiornate al 16 marzo 2024.
| Stagione                | Squadra                 | Campionato              | Campionato | Campionato | Coppe nazionali | Coppe nazionali | Coppe nazionali | Coppe continentali | Coppe continentali | Coppe continentali | Altre coppe | Altre coppe | Altre coppe | Totale | Totale |
| Stagione                | Squadra                 | Comp                    | Pres       | Reti       | Comp            | Pres            | Reti            | Comp               | Pres               | Reti               | Comp        | Pres        | Reti        | Pres   | Reti   |
| ----------------------- | ----------------------- | ----------------------- | ---------- | ---------- | --------------- | --------------- | --------------- | ------------------ | ------------------ | ------------------ | ----------- | ----------- | ----------- | ------ | ------ |
| 2008-2009               | Sliema Wanderers        | PL                      | 17+7       | -20 + -12  | CM              | 3               | -3              | -                  | -                  | -                  | -           | -           | -           | 27     | -35    |
| 2009-2010               | Vittoriosa Stars        | 1D                      | 1          | 0          | CM              | 0               | 0               | -                  | -                  | -                  | -           | -           | -           | 1      | 0      |
| 2010-2011               | Sliema Wanderers        | PL                      | 0+3        | -4         | CM              | 1               | -3              | -                  | -                  | -                  | -           | -           | -           | 4      | -7     |
| 2011-2012               | Sliema Wanderers        | PL                      | 18+7       | -13 + -15  | CM              | 1               | -5              | -                  | -                  | -                  | -           | -           | -           | 26     | -33    |
| 2012-2013               | Sliema Wanderers        | PL                      | 12         | -11        | CM              | 0               | 0               | -                  | -                  | -                  | -           | -           | -           | 12     | -11    |
| 2013-2014               | Sliema Wanderers        | PL                      | 21+5       | -23 + -8   | CM              | 0               | 0               | UEL                | 0                  | 0                  | -           | -           | -           | 26     | -31    |
| Totale Sliema Wanderers | Totale Sliema Wanderers | Totale Sliema Wanderers | 90         | -106       |                 | 5               | -11             |                    | 0                  | 0                  |             | -           | -           | 95     | -117   |
| 2014-2015               | Hibernians              | PL                      | 21+9       | -11 + -8   | CM              | 3               | -3              | UEL                | -                  | -                  | -           | -           | -           | 33     | -22    |
| 2015-2016               | Valletta                | PL                      | 25         | -19        | CM              | 0               | 0               | UEL                | 0                  | 0                  | -           | -           | -           | 25     | -19    |
| 2016-gen. 2017          | Valletta                | PL                      | 7          | -8         | CM              | 0               | 0               | UCL                | 3                  | -4                 | SM          | 0           | 0           | 10     | -12    |
| gen.-giu. 2017          | Birkirkara              | PL                      | 17         | -15        | CM              | -               | -               | UEL                | -                  | -                  | -           | -           | -           | 17     | -15    |
| 2017-2018               | Valletta                | PL                      | 24         | -11        | CM              | 4               | -2              | UEL                | 4                  | -3                 | -           | -           | -           | 32     | -16    |
| 2018-2019               | Valletta                | PL                      | 24+1       | -17 + -2   | CM              | 3               | -6              | UCL+UEL            | 2+2                | -1 + -3            | SM          | 1           | -1          | 33     | -30    |
| 2019-2020               | Valletta                | PL                      | 19         | -21        | CM              | 0               | 0               | UCL+UEL            | 4+1                | -7 + -5            | SM          | 1           | -1          | 25     | -34    |
| 2020-2021               | Valletta                | PL                      | 16         | -25        | CM              | 2               | -1              | UEL                | 1                  | -1                 | -           | -           | -           | 19     | -27    |
| Totale Valletta         | Totale Valletta         | Totale Valletta         | 116        | -103       |                 | 9               | -9              |                    | 17                 | -24                |             | 2           | -2          | 144    | -138   |
| 2021-2022               | Ħamrun Spartans         | PL                      | 19+5       | -19 + -2   | CM              | 2               | -3              | -                  | -                  | -                  | -           | -           | -           | 26     | -24    |
| 2022-2023               | Ħamrun Spartans         | PL                      | 20         | -7         | CM              | 3               | -3              | UECL               | 8                  | -11                | -           | -           | -           | 31     | -21    |
| 2023-2024               | Ħamrun Spartans         | PL                      | 17         | -10        | CM              | 0               | 0               | UCL+UECL           | 0                  | 0                  | SM          | 0           | 0           | 17     | -10    |
| Totale Ħamrun Spartans  | Totale Ħamrun Spartans  | Totale Ħamrun Spartans  | 61         | -38        |                 | 5               | -6              |                    | 8                  | -11                |             | 0           | 0           | 74     | -55    |
| Totale carriera         | Totale carriera         | Totale carriera         | 315        | -281       |                 | 22              | -29             |                    | 25                 | -35                |             | 2           | -2          | 364    | -347   |

### Cronologia presenze e reti in nazionale
| Cronologia completa delle presenze e delle reti in nazionale ― Malta | Cronologia completa delle presenze e delle reti in nazionale ― Malta | Cronologia completa delle presenze e delle reti in nazionale ― Malta | Cronologia completa delle presenze e delle reti in nazionale ― Malta | Cronologia completa delle presenze e delle reti in nazionale ― Malta | Cronologia completa delle presenze e delle reti in nazionale ― Malta | Cronologia completa delle presenze e delle reti in nazionale ― Malta | Cronologia completa delle presenze e delle reti in nazionale ― Malta |
| Data                                                                 | Città                                                                | In casa                                                              | Risultato                                                            | Ospiti                                                               | Competizione                                                         | Reti                                                                 | Note                                                                 |
| -------------------------------------------------------------------- | -------------------------------------------------------------------- | -------------------------------------------------------------------- | -------------------------------------------------------------------- | -------------------------------------------------------------------- | -------------------------------------------------------------------- | -------------------------------------------------------------------- | -------------------------------------------------------------------- |
| 29-12-2012                                                           | Ta' Qali                                                             | Malta                                                                | 2 – 1                                                                | Liechtenstein                                                        | Amichevole                                                           | -                                                                    | 46’                                                                  |
| 24-3-2016                                                            | Ta' Qali                                                             | Malta                                                                | 0 – 0                                                                | Moldavia                                                             | Amichevole                                                           | -                                                                    |                                                                      |
| 27-5-2016                                                            | Kufstein                                                             | Rep. Ceca                                                            | 6 – 0                                                                | Malta                                                                | Amichevole                                                           | -5                                                                   | 87’                                                                  |
| 31-5-2016                                                            | Klagenfurt                                                           | Austria                                                              | 2 – 1                                                                | Malta                                                                | Amichevole                                                           | -2                                                                   |                                                                      |
| 6-6-2017                                                             | Graz                                                                 | Malta                                                                | 1 – 0                                                                | Ucraina                                                              | Amichevole                                                           | -                                                                    | 46’                                                                  |
| 12-11-2017                                                           | Ta' Qali                                                             | Malta                                                                | 0 – 3                                                                | Estonia                                                              | Amichevole                                                           | -3                                                                   |                                                                      |
| 1-6-2018                                                             | Schwaz                                                               | Georgia                                                              | 1 – 0                                                                | Malta                                                                | Amichevole                                                           | -1                                                                   |                                                                      |
| 23-3-2019                                                            | Ta' Qali                                                             | Malta                                                                | 2 – 1                                                                | Fær Øer                                                              | Qual. Euro 2020                                                      | -1                                                                   |                                                                      |
| 26-3-2019                                                            | Ta' Qali                                                             | Malta                                                                | 0 – 2                                                                | Spagna                                                               | Qual. Euro 2020                                                      | -2                                                                   |                                                                      |
| 7-6-2019                                                             | Solna                                                                | Svezia                                                               | 3 – 0                                                                | Malta                                                                | Qual. Euro 2020                                                      | -3                                                                   |                                                                      |
| 10-6-2019                                                            | Ta' Qali                                                             | Malta                                                                | 0 – 4                                                                | Romania                                                              | Qual. Euro 2020                                                      | -4                                                                   |                                                                      |
| 5-9-2019                                                             | Oslo                                                                 | Norvegia                                                             | 2 – 0                                                                | Malta                                                                | Qual. Euro 2020                                                      | -2                                                                   |                                                                      |
| 8-9-2019                                                             | Ploiești                                                             | Romania                                                              | 1 – 0                                                                | Malta                                                                | Qual. Euro 2020                                                      | -1                                                                   |                                                                      |
| 12-10-2019                                                           | Ta' Qali                                                             | Malta                                                                | 0 – 4                                                                | Svezia                                                               | Qual. Euro 2020                                                      | -4                                                                   |                                                                      |
| 15-10-2019                                                           | Tórshavn                                                             | Fær Øer                                                              | 1 – 0                                                                | Malta                                                                | Qual. Euro 2020                                                      | -1                                                                   |                                                                      |
| 15-11-2019                                                           | Cadice                                                               | Spagna                                                               | 7 – 0                                                                | Malta                                                                | Qual. Euro 2020                                                      | -7                                                                   |                                                                      |
| 18-11-2019                                                           | Ta' Qali                                                             | Malta                                                                | 1 – 2                                                                | Norvegia                                                             | Qual. Euro 2020                                                      | -2                                                                   |                                                                      |
| 3-9-2020                                                             | Tórshavn                                                             | Fær Øer                                                              | 3 – 2                                                                | Malta                                                                | UEFA Nations League 2020-2021 - 1º turno                             | -3                                                                   |                                                                      |
| 6-9-2020                                                             | Ta' Qali                                                             | Malta                                                                | 1 – 1                                                                | Lettonia                                                             | UEFA Nations League 2020-2021 - 1º turno                             | -1                                                                   |                                                                      |
| 10-10-2020                                                           | Andorra la Vella                                                     | Andorra                                                              | 0 – 0                                                                | Malta                                                                | UEFA Nations League 2020-2021 - 1º turno                             | -                                                                    |                                                                      |
| 13-10-2020                                                           | Riga                                                                 | Lettonia                                                             | 0 – 1                                                                | Malta                                                                | UEFA Nations League 2020-2021 - 1º turno                             | -                                                                    |                                                                      |
| 14-11-2020                                                           | Ta' Qali                                                             | Malta                                                                | 3 – 1                                                                | Andorra                                                              | UEFA Nations League 2020-2021 - 1º turno                             | -1                                                                   |                                                                      |
| 17-11-2020                                                           | Ta' Qali                                                             | Malta                                                                | 1 – 1                                                                | Fær Øer                                                              | UEFA Nations League 2020-2021 - 1º turno                             | -1                                                                   |                                                                      |
| 24-3-2021                                                            | Ta' Qali                                                             | Malta                                                                | 1 – 3                                                                | Russia                                                               | Qual. Mondiali 2022                                                  | -3                                                                   |                                                                      |
| 27-3-2021                                                            | Trnava                                                               | Slovacchia                                                           | 2 – 2                                                                | Malta                                                                | Qual. Mondiali 2022                                                  | -2                                                                   | 85’                                                                  |
| 30-3-2021                                                            | Fiume                                                                | Croazia                                                              | 3 – 0                                                                | Malta                                                                | Qual. Mondiali 2022                                                  | -3                                                                   |                                                                      |
| 30-5-2021                                                            | Klagenfurt                                                           | Irlanda del Nord                                                     | 3 – 0                                                                | Malta                                                                | Amichevole                                                           | -3                                                                   |                                                                      |
| 4-6-2021                                                             | Klagenfurt                                                           | Malta                                                                | 1 – 2                                                                | Kosovo                                                               | Amichevole                                                           | -2                                                                   |                                                                      |
| 1-9-2021                                                             | Ta' Qali                                                             | Malta                                                                | 3 – 0                                                                | Cipro                                                                | Qual. Mondiali 2022                                                  | -                                                                    |                                                                      |
| 4-9-2021                                                             | Lubiana                                                              | Slovenia                                                             | 1 – 0                                                                | Malta                                                                | Qual. Mondiali 2022                                                  | -1                                                                   | Cap.                                                                 |
| 7-9-2021                                                             | Mosca                                                                | Russia                                                               | 2 – 0                                                                | Malta                                                                | Qual. Mondiali 2022                                                  | -2                                                                   |                                                                      |
| 8-10-2021                                                            | Ta' Qali                                                             | Malta                                                                | 0 – 4                                                                | Slovenia                                                             | Qual. Mondiali 2022                                                  | -4                                                                   |                                                                      |
| 11-10-2021                                                           | Larnaca                                                              | Cipro                                                                | 2 – 2                                                                | Malta                                                                | Qual. Mondiali 2022                                                  | -2                                                                   | 82’                                                                  |
| 11-11-2021                                                           | Ta' Qali                                                             | Malta                                                                | 1 – 7                                                                | Croazia                                                              | Qual. Mondiali 2022                                                  | -7                                                                   |                                                                      |
| 14-11-2021                                                           | Ta' Qali                                                             | Malta                                                                | 0 – 6                                                                | Slovacchia                                                           | Qual. Mondiali 2022                                                  | -6                                                                   | Cap.                                                                 |
| 25-3-2022                                                            | Ta' Qali                                                             | Malta                                                                | 1 – 0                                                                | Azerbaigian                                                          | Amichevole                                                           | -                                                                    |                                                                      |
| 29-3-2022                                                            | Ta' Qali                                                             | Malta                                                                | 2 – 0                                                                | Kuwait                                                               | Amichevole                                                           | -                                                                    |                                                                      |
| 5-6-2022                                                             | Serravalle                                                           | San Marino                                                           | 0 – 2                                                                | Malta                                                                | UEFA Nations League 2022-2023 - 1º turno                             | -                                                                    |                                                                      |
| 9-6-2022                                                             | Ta' Qali                                                             | Malta                                                                | 1 – 2                                                                | Estonia                                                              | UEFA Nations League 2022-2023 - 1º turno                             | -2                                                                   |                                                                      |
| 12-6-2022                                                            | Ta' Qali                                                             | Malta                                                                | 1 – 0                                                                | San Marino                                                           | UEFA Nations League 2022-2023 - 1º turno                             | -                                                                    |                                                                      |
| 23-9-2022                                                            | Tallinn                                                              | Estonia                                                              | 2 – 1                                                                | Malta                                                                | UEFA Nations League 2022-2023 - 1º turno                             | -2                                                                   |                                                                      |
| 27-9-2022                                                            | Ta' Qali                                                             | Malta                                                                | 2 – 1                                                                | Israele                                                              | Amichevole                                                           | -1                                                                   |                                                                      |
| 17-11-2022                                                           | Ta' Qali                                                             | Malta                                                                | 2 – 2                                                                | Grecia                                                               | Amichevole                                                           | -2                                                                   |                                                                      |
| 20-11-2022                                                           | Ta' Qali                                                             | Malta                                                                | 0 – 1                                                                | Irlanda                                                              | Amichevole                                                           | -1                                                                   |                                                                      |
| 23-3-2023                                                            | Skopje                                                               | Macedonia del Nord                                                   | 2 – 1                                                                | Malta                                                                | Qual. Euro 2024                                                      | -2                                                                   |                                                                      |
| 26-3-2023                                                            | Ta' Qali                                                             | Malta                                                                | 0 – 2                                                                | Italia                                                               | Qual. Euro 2024                                                      | -2                                                                   |                                                                      |
| 9-6-2023                                                             | Lussemburgo                                                          | Lussemburgo                                                          | 0 – 1                                                                | Malta                                                                | Amichevole                                                           | -                                                                    |                                                                      |
| 16-6-2023                                                            | Ta' Qali                                                             | Malta                                                                | 0 – 4                                                                | Inghilterra                                                          | Qual. Euro 2024                                                      | -4                                                                   |                                                                      |
| 19-6-2023                                                            | Trnava                                                               | Ucraina                                                              | 1 – 0                                                                | Malta                                                                | Qual. Euro 2024                                                      | -                                                                    | 45+3’                                                                |
| 6-9-2023                                                             | Ta' Qali                                                             | Malta                                                                | 1 – 0                                                                | Gibilterra                                                           | Amichevole                                                           | -                                                                    |                                                                      |
| 12-9-2023                                                            | Ta' Qali                                                             | Malta                                                                | 0 – 2                                                                | Macedonia del Nord                                                   | Qual. Euro 2024                                                      | -2                                                                   |                                                                      |
| 14-10-2023                                                           | Bari                                                                 | Italia                                                               | 4 – 0                                                                | Malta                                                                | Qual. Euro 2024                                                      | -4                                                                   |                                                                      |
| 17-10-2023                                                           | Ta' Qali                                                             | Malta                                                                | 1 – 3                                                                | Ucraina                                                              | Qual. Euro 2024                                                      | -3                                                                   |                                                                      |
| 17-11-2023                                                           | Londra                                                               | Inghilterra                                                          | 2 – 0                                                                | Malta                                                                | Qual. Euro 2024                                                      | -2                                                                   |                                                                      |
| 21-3-2024                                                            | Ta' Qali                                                             | Malta                                                                | 2 – 2                                                                | Slovenia                                                             | Amichevole                                                           | -2                                                                   |                                                                      |
| 26-3-2024                                                            | Ta' Qali                                                             | Malta                                                                | 0 – 0                                                                | Bielorussia                                                          | Amichevole                                                           | -                                                                    | 46’                                                                  |
| 7-6-2024                                                             | Grödig                                                               | Rep. Ceca                                                            | 7 – 1                                                                | Malta                                                                | Amichevole                                                           | -7                                                                   |                                                                      |
| 7-9-2024                                                             | Chișinău                                                             | Moldavia                                                             | 2 – 0                                                                | Malta                                                                | UEFA Nations League 2024-2025 - 1º turno                             | -2                                                                   | 45+3’                                                                |
| 10-9-2024                                                            | Andorra la Vella                                                     | Andorra                                                              | 0 – 1                                                                | Malta                                                                | UEFA Nations League 2024-2025 - 1º turno                             | -                                                                    |                                                                      |
| 13-10-2024                                                           | Ta' Qali                                                             | Malta                                                                | 1 – 0                                                                | Moldavia                                                             | UEFA Nations League 2024-2025 - 1º turno                             | -                                                                    |                                                                      |
| 14-11-2024                                                           | Ta' Qali                                                             | Malta                                                                | 2 – 0                                                                | Liechtenstein                                                        | Amichevole                                                           | -                                                                    | 61’                                                                  |
| 19-11-2024                                                           | Ta' Qali                                                             | Malta                                                                | 0 – 0                                                                | Andorra                                                              | UEFA Nations League 2024-2025 - 1º turno                             | -                                                                    |                                                                      |
| 21-3-2025                                                            | Ta' Qali                                                             | Malta                                                                | 0 – 1                                                                | Finlandia                                                            | Qual. Mondiali 2026                                                  | -1                                                                   |                                                                      |
| 24-3-2025                                                            | Varsavia                                                             | Polonia                                                              | 2 – 0                                                                | Malta                                                                | Qual. Mondiali 2026                                                  | -2                                                                   |                                                                      |
| 7-6-2025                                                             | Ta' Qali                                                             | Malta                                                                | 0 – 0                                                                | Lituania                                                             | Qual. Mondiali 2026                                                  | -                                                                    |                                                                      |
| 10-6-2025                                                            | Groninga                                                             | Paesi Bassi                                                          | 8 – 0                                                                | Malta                                                                | Qual. Mondiali 2026                                                  | -8                                                                   |                                                                      |
| Totale                                                               |                                                                      | Presenze                                                             | 66                                                                   |                                                                      | Reti                                                                 | -129                                                                 |                                                                      |

## Palmarès

### Club

#### Competizioni nazionali
- Campionato maltese: 7

Hibernians: 2014-2015
Valletta: 2015-2016, 2017-2018, 2018-2019
Ħamrun Spartans: 2022-2023, 2023-2024, 2024-2025
- Coppa di Malta: 2

Sliema Wanderers: 2008-2009
Valletta: 2017-2018
- Supercoppa di Malta: 5

Valletta: 2016, 2018, 2019
Ħamrun Spartans: 2023, 2024